# Marian Goyski
Marian Goyski (ur. 25 września 1880 w Bochni, zm. 8 kwietnia 1922 w Krakowie) – polski historyk, mediewista.

## Życiorys
Absolwent UJ, doktorat w 1904 pod kierunkiem Stanisława Krzyżanowskiego. Pracownik Biblioteki Jagiellońskiej, członek towarzystwa Historycznego we Lwowie. Zajmował się głównie stosunkami polsko-krzyżackimi.

## Publikacje
- Trybunał koronny a polska literatura polityczna w XVIII wieku, Kraków 1908.
- Sprawa zastawu ziemi dobrzyńskiej przez Władysława Opolczyka i pierwsze lata sporu (1391-1399): szkic historyczny,  Warszawa 1907.
- Wzajemne stosunki Polski, Litwy i Zakonu w latach 1399-1404: studyum historyczne, Kraków G. Gebethner 1908.
- Znaczenie dziejowe bitwy pod Grunwaldem, Kraków: Koło VI. TSL 1908.
- Reformy trybunału koronnego, Lwów 1909.